# Боксис, Лионель
Лионель Боксис (фр. Lionel Beauxis, родился 24 октября 1985 года в Тарбе) — французский регбист, блуждающий полузащитник (флай-хав).

## Карьера

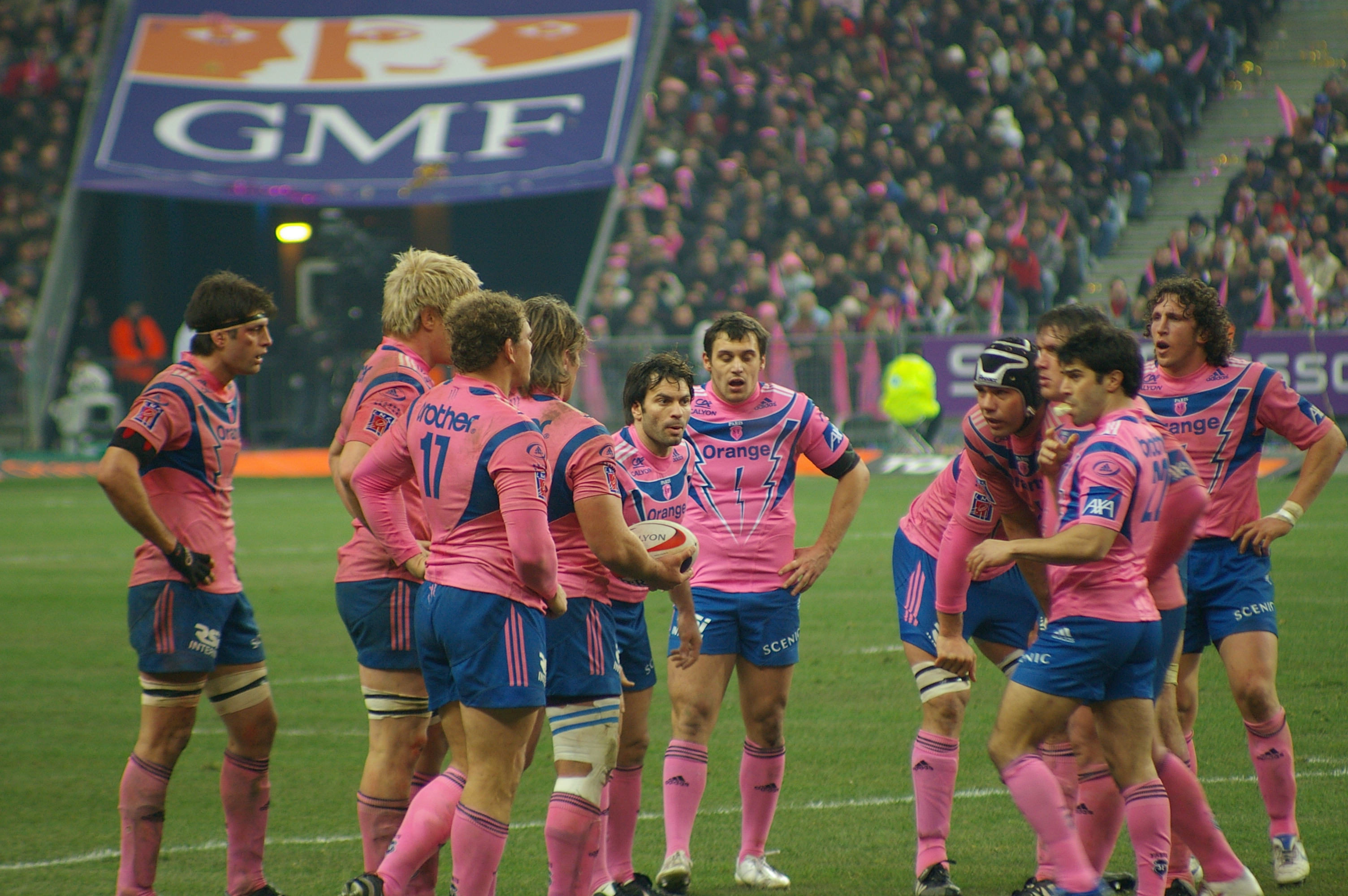
Команда «Стад Франсе» в 2007 году с Боксисом в составе

Боксис начинал свою карьеру в регбийном клубе «Луэ Маркиза», в 2001 году перешёл в клуб «Сексьон Палуаз» в возрасте 16 лет, где играл до 2006 года, пока клуб не вылетел из Топ-14. Благодаря игре ногами он стал игроком основы клуба, а в 2005 году дошёл до финала Европейского кубка вызова. В 2006 году в составе сборной Франции он выиграл чемпионат мира среди молодёжных команд (не старше 21 года), набрав 24 очка благодаря 6 штрафным и 2 дроп-голам в финале против ЮАР, а также был признан лучшим игроком турнира по версии IRB.
Боксис перешёл в 2006 году в «Стад Франсе», а благодаря своим талантам и возможности заменять травмированного Фредерика Мишалака, Боксис закрепился в основе сборной Франции и стал одним из выдающихся игроков. Его дебютной игрой стала игра против Италии 3 февраля 2007 года на Кубке шести наций, где он набрал 3 очка, а французы победили 39:3. В марте того же года он вошёл в состав клуба звёзд регби «Барбарианс Франсез», сыграв в Биаррице против Аргентины (победа 28:14).
В конце сезона 2006/2007 он играл редко за «Стад Франсе», конкурируя с аргентинцем Хуаном Мартином Эрнандесом, но тренер сборной Франции Бернар Лапорт решил включить его как отличного бьющего в заявку сборной Франции на чемпионат мира 2007 года:

У него развита игра ногами в сборной. Его дальние удары — то, что должно помочь сборной.
Оригинальный текст (фр.)Il a un pied international. C'est quelqu'un avec une qualité de jeu au pied long qui fait avancer l'équipe.

Боксис провёл шесть матчей на турнире, выйдя на замену против Намибии и Ирландии во втором и третьем турах группового этапа соответственно. В четвёртом матче группового этапа чемпионата мира 2007 года против Грузии Боксис заработал 24 очка за счёт попытки (первой в сборной), 5 реализаций и 3 голов со штрафных. Именно поэтому Боксис вышел в стартовом составе на игру против Новой Зеландии в четвертьфинале. Некоторые эксперты ставили под вопрос решение Лапорта, не рискует ли он, выпуская молодого игрока, поставить крест на перспективах французской сборной в матче, однако вопреки всем прогнозам тренеры поставили Боксиса вместо Мишалака. Лионель набрал 10 очков в матче, дважды забив штрафные и дважды пробив реализацию, прежде чем уступил на поле во втором тайме место Фредерику Мишалаку. Мишалак помог команде удержать сенсационную победу со счётом 20:18 и выйти в полуфинал, вопреки всем предматчевым прогнозам. В полуфинале Боксис был единственным, кто зарабатывал очки у сборной Франции — три штрафных принесли французам 9 очков, но это не помогло пройти Англию (поражение 9:14). Сыграл в матче за 3-е место против Аргентины (поражение 10:34).
Сезон 2007/2008 Боксис пропустил из-за травмы спины, не сыграв на Кубке шести наций 2008 года. В сезоне 2008/2009 он вернулся в основной состав команды, а также сыграл на Кубке шести наций: в клубе он предпочитал быть крыльевым, а в сборной — блуждающим полузащитником. После прихода в сборную на пост тренера Марка Льевремона он проиграл конкуренцию в сборной Франсуа Трин-Дюку и уже не играл за «трёхцветных» под его руководством, уйдя из команды после матча 27 июня 2009 года против Австралии (поражение 6:22). В июне 2011 года в составе клуба «Барбарианс Франсез» сыграл два матча против сборной Аргентины: в Буэнос-Айресе была зафиксирована победа «варваров» 23:19, в Резистенсии — поражение 18:21.
В феврале 2011 года Боксис объявил об уходе в «Тулузу» по окончании сезона 2011/2012, заключив контракт на три года. В конце своего выступления за «Стад Франсе» он отметился дисквалификацией на 20 дней с 11 февраля по 7 марта за опасный захват Пьера Бернара из «Кастр Олимпик». Уже будучи игроком «Тулузы», 21 сентября 2012 года на разминке перед матчем против «Авирон Байонне» он получил травму. После ухода Льевремона он вернулся и в сборную Франции, которую возглавил Филипп Сен-Андре: Боксис сыграл четыре матча на Кубке шести наций 2012 года. В январе 2014 года он подписал контракт с клубом «Бордо-Бегль» по схеме «1+1».
Проведя всего три сезона в «Бордо-Бегль», он подписал контракт с клубом «Лион» в сезоне 2017/2018, объявив о переходе 16 февраля 2017 года в качестве «медицинского джокера». Перед Кубком шести наций 2018 года он снова был вызван в сборную после того, как травмы получили Камиль Лопес, не вызванный в сборную, и Матьё Жалибер, травмировавшийся в игре с Ирландии: в команде Жака Брюнеля он провёл игру против шотландцев 11 февраля 2018 года.

## Стиль игры
Известен благодаря хорошей игре ногами и ударам при штрафных и реализациях. Именно четыре удара Боксиса принесли Франции сенсационную победу над Новой Зеландией на домашнем первенстве мира 2007 года в четвертьфинале.

## Личная жизнь
Жена — регбистка Мари-Алис Яэ, полузащитница клуба «Перпиньян» и капитан женской сборной Франции (с 27 июня 2014 года).

## Достижения

### Клубные
- Чемпион Франции: 2007, 2012
- Финалист Европейского кубка вызова: 2005, 2011

### В сборной
- Чемпион Кубка шести наций: 2007
- 4-е место на чемпионате мира: 2007
- Чемпион мира среди команд до 21 года: 2006
- Серебряный призёр чемпионата мира до 19 лет: 2004

### Личные
- Лучший игрок чемпионата мира до 21 года: 2006